# Ван Маньли
Ван Маньли (кит. упр. 王曼丽, пиньинь Wáng Mànlì, род. 17 марта 1973 года) — китайская конькобежка, вице-чемпионка зимних Олимпийских игр 2006 года, участница зимних Олимпийских игр 1998, 2002 годов, двукратная чемпионка мира на дистанции 500 метров, 5-кратная чемпионка Китая.

## Биография
Ван Маньли с раннего детства занималась лёгкой атлетикой. Благодаря его выдающемся выступлениям на соревнованиях по лёгкой атлетике в начальной школе она была замечена тренерами спортивных школ и была выбрана в качестве конькобежца. Маньли начала заниматься конькобежным спортом в возрасте 11 лет в спортивной школе Муданьцзяна. Вскоре выиграла чемпионат на дистанции 500 метров в соревнованиях по конькобежному спорту среди начальных и средних школ города Муданьцзян и в 1988 году стала учеником тренера Се Тяньена.
Первым крупным успехом для Ван Маньли стало участие в 1993 году на чемпионате Азии в Саппоро, где она заняла 2-е место в забеге на 500 м. В сезоне 1995/96 дебютировала на Кубке мира и участвовала на зимних Азиатских играх в Харбине и на дистанции 500 м выиграла золотую медаль. В том году также дебютировала на спринтерском чемпионате мира в Херенвене, где заняла 17-е место.
Маньли никак не могла перейти 40-секундную отметку на дистанции 500 м и это продолжалось ещё несколько сезонов. В 1998 году на своих первых зимних Олимпийских играх в Нагано она заняла 21-е место в забеге на 500 м и 30-е на 1000 м. Через год на зимних Азиатских играх в Канвондо выиграла бронзу на своей коронной дистанции 500 м. Чтобы усилить физическую тренировку, с 1999 года Се Тяньен добавил Манли много тренировок по шоссейному велоспорту.
В 2000 году усилия оправдались и на чемпионате мира на отдельных дистанциях в Нагано она заняла 11-е место с результатом 38,92 секунды. В 2001 году выиграла 500-метровку на чемпионате Азии в Харбине и на чемпионате Китая. На чемпионате мира на отдельных дистанциях в Солт-Лейк-Сити вновь заняла 11-е место.
В 2002 году на зимних Олимпийских играх в Солт-Лейк-Сити заняла 13-е место на дистанции 500 м и 26-е на 1000 м. В сезоне 2002/03 Маньли стала 4-й в беге на 500 м на спринтерском чемпионате мира в Калгари и на зимних Азиатских играх в Аомори завоевала золотую медаль в забеге на 500 м и серебряную на 1000 м.
В марте 2003 года на чемпионате мира в Берлине выиграла серебряную медаль на дистанции 500 м. В 2004 году вновь стала чемпионкой Китая в спринте, выиграла впервые 500 м на чемпионате мира в Сеуле, заняла 4-е место на спринтерском чемпионате мира в Нагано и взяла золото в общем зачёте Кубка мира на 500 м.
В сезоне 2004/05 Ван Маньли она полностью повторила победную серию прошлого сезона, став чемпионкой Китая и чемпионкой мира в спринтерском многоборье и одержала вторую подряд победу в общем зачёте Кубка мира на 500-метровке. В 2006 году на спринтерском чемпионате мира в Херенвене по сумме 4-х дистанции заняла 2-е место. 
На зимних Олимпийских играх в Турине стала серебряным призёром в забеге на 500 м, уступив золотую медаль российской спортсменке Светлане Журовой, у которой результат до игр был слабее, чем у Маньли. В беге на 1000 м она стала 20-й. После игр у неё усилилась травма правого колена, и в следующие два сезона она практически не участвовала ни в каких соревнованиях. В 2008 году она перенесла артроскопическую операцию по удалению сустава поврежденной правой ноги. Летом 2008 года она завершила карьеру спортсменки.
За свою 24-летнюю спортивную карьеру Ван Маньли выиграла в общей сложности 22 этапа кубка мира.

## Личная жизнь
Ван Маньли после ухода из спорта, с 2009 года работала в тренировочном отделе Хэйлунцзянского ледового тренировочного центра по обслуживанию спортивной команды. 3 мая 2017 года она была избрана представителем провинции Хэйлунцзян на 19-м Национальном съезде Коммунистической партии Китая на 12-м съезде партии провинции Хэйлунцзян и занимала должность заместителя директора Центра ледовой подготовки провинции Хэйлунцзян. В 1997 году она познакомилась с Фэн Минцяном, который является заместителем начальника студенческой секции Провинциального центра управления талантами Ледового резерва. В 2002 году они поженились, а 20 февраля 2010 года у них родился сын Фэн Чуаньи.